# Ângelo Gabriel
Ângelo Gabriel Borges Damaceno, född 21 december 2004, känd som Ângelo Gabriel (brasiliansk portugisiska: [ˈɐ̃ʒelu gabɾiˈɛw]) eller helt enkelt Ângelo, är en brasiliansk professionell fotbollsspelare som spelar som ytter för den saudiska Pro League-klubben Al-Nassr. 

## Klubbkarriär

### Santos

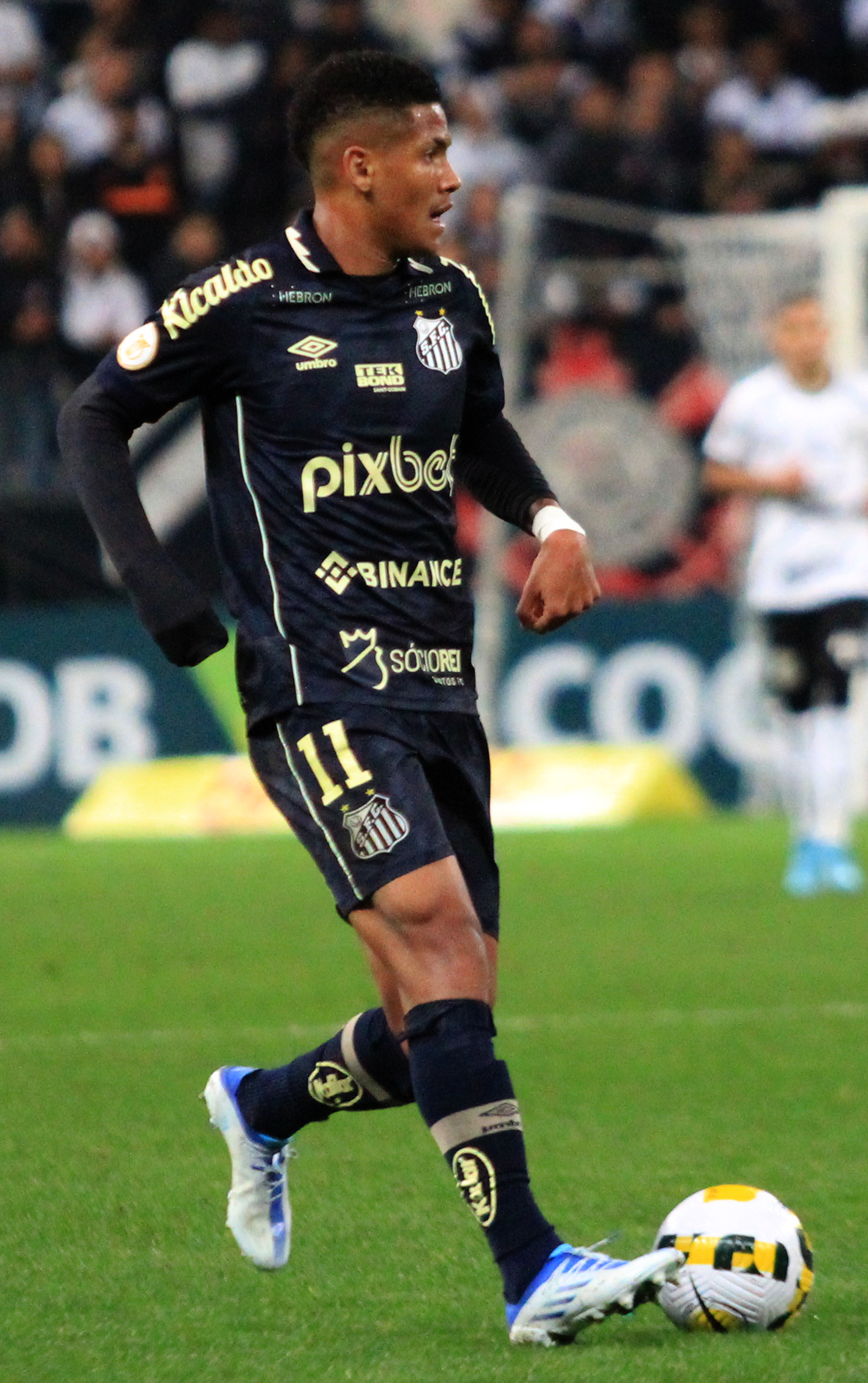
Angelo-Santos-Corinthians-Santos-jun-2022

Ângelo, född i Brasília, federala distriktet, gick med i Santos ungdomsgrupp 2015, tio år gammal. I juli 2020, endast 15 år gammal, började han dyka upp för under 20-laget, och blev därefter befordrad till huvudtruppen i oktober av tränaren Cuca.
Den 23 oktober 2020 gick Ângelo med på en professionell förhandskontrakt med Peixe, som gäller från och med hans 16-årsdag. Han gjorde sin professionella debut två dagar senare, och kom in som ersättare i andra halvlek för Lucas Braga i en 3–1 bortaförlust mot Fluminense för det brasilianska Serie A-mästerskapet i åldern 15 år, 10 månader och 4 dagar, han blev den näst yngsta spelaren någonsin att debutera för klubben, bara efter Coutinho, och övervann Pelé med 11 dagar.
Ângelo gjorde sin Copa Libertadores-debut den 9 mars 2021, med start i en 2–1 hemmasuccé över Deportivo Lara i åldern 16 år, 2 månader och 16 dagar blev han den yngsta Santos-spelaren som dök upp i tävlingen, där han överträffade Rodrygo.
Ângelo gjorde sitt första professionella mål den 6 april 2021 när han gjorde sitt lags tredje i en 3–1 Libertadores bortavinst mot San Lorenzo; 16 år, 3 månader och 16 dagar gammal slog han Juan Carlos Cárdenas rekord och blev den yngsta spelaren någonsin att göra mål i en Libertadores-match. Den 10 december, efter att ha varit med regelbundet, förnyade han sitt kontrakt till december 2024.

### Chelsea
Den 16 juli 2023 gick Ângelo med på att gå med i Premier League-laget Chelsea, där han skrev på ett långsiktigt avtal för en avgift på omkring 13 miljoner pund.

### Lån tillStrasbourg
Den 8 augusti 2023 lånades Ângelo ut till Ligue 1-klubben Strasbourg fram till slutet av säsongen.
Han debuterade som avbytare i en ligamatch mot Lyon, där hans lag till slut vann med 2–1 i säsongens inledande match. Ângelo gjorde sin hela 90 minuters debut den 17 september i sin fjärde ligamatch mot Montpellier. I en uppföljande ligamatch mot FC Metz assisterade han det enda målet där hans lag vann matchen med 1–0. Efter matchen utsågs Ângelo till Man of the Match av Strasbourgs supportrar. Den 4 oktober 2023 tillkännagavs han som klubbens månadens spelare för september.
Ângelo bidrog sedan också med ytterligare två assist för Strasbourg, inklusive att sätta upp ett segermål mot Lillem den 20 december 2023. Efter att ha haft problem med att komma till rätta med klubben sedan han kom till klubben, blev han ordinarie förstalag och spelade på ytterpositionen. Ângelo var dock borta vid två separata tillfällen, på grund av skador, inklusive en som såg honom borta för resten av säsongen. I slutet av säsongen 2023–24 fortsatte han med att göra 21 matcher i alla tävlingar. Efter detta återvände Ângelo till sin moderklubb.

### Al Nassr
Den 3 september 2024 slutförde Ângelo en övergång till den Saudi Pro League-sidan Al-Nassr. Avgiften rapporterades av The Athletic till omkring 19,4 miljoner pund (23 miljoner euro).

## Internationell Kariär
Ângelo representerade Brasilien under 15 år 2019, gjorde mål i en 4–0 vinst mot Uruguay den 27 september och deltog i det sydamerikanska U-15 mästerskapet 2019 i november.
Den 6 mars 2020 kallades Ângelo in med under-16 år för årets Montaigu-turnering, men tävlingen avbröts senare på grund av covid-19-pandemin. I oktober kallades han upp till de under 17 år för träning den följande månaden, men testade positivt för covid-19 under den perioden.